# Kotlebistas - Partido Popular Nuestra Eslovaquia
Kotlebistas - Partido Popular Nuestra Eslovaquia (en eslovaco: Kotlebovci - Ľudová strana Naše Slovensko) es un partido político de extrema derecha en Eslovaquia. Es liderado por Marian Kotleba, exgobernador de la Región de Banská Bystrica.

## Historia
Los orígenes del partido están estrechamente relacionados con la agrupación nacionalista Hermandad Eslovaca. Los miembros del movimiento trataron de presentarse en las elecciones de 2006 con el nombre de Unión Eslovaca - Partido Nacional, pero el Tribunal de Justicia disolvió el partido por actividades anticonstitucionales. En lugar de fundar un partido completamente nuevo, los miembros de la Unión Eslovaca bajo el liderazgo de Marian Kotleba ingresaron al pequeño Partido de Amigos del Vino que había existido desde 2000, cambiando su nombre a Partido Popular de Solidaridad Social en mayo de 2009 y luego a Partido Popular - Nuestra Eslovaquia a principios de 2010. Ese mismo año participó en las elecciones parlamentarias, obteniendo un 1.3% de los votos. Obtuvo una votación similar en las elecciones parlamentarias de 2012 y en las elecciones al Parlamento Europeo de 2014, con un 1.6% y 1.7% respectivamente. 
En noviembre de 2015, cambió su denominación por Kotleba-Partido Popular Nuestra Eslovaquia. Su primer éxito electoral tuvo lugar en las elecciones parlamentarias de 2016, en las que obtuvo un 8.0% de los votos y 14 escaños en el Parlamento de Eslovaquia. En noviembre de 2019 adoptó su actual denominación.
En las elecciones parlamentarias de 2020 el partido aumentó su representación a 17 escaños.

## Ideología
El partido fundamenta su ideología en el legado de Jozef Tiso, y su plataforma incluye una retórica antigitana, el control de inmigración, la defensa de los valores cristianos, paternalismo en temas económicos, préstamos nacionales sin intereses, rechazo de las uniones civiles del mismo sexo, reemplazo del euro por la corona eslovaca, defensa del principio de ley y orden, críticas al liderazgo actual del país y la política exterior de este. Desea retirar al ejército eslovaco de las misiones en el extranjero y que Eslovaquia abandone la Unión Europea, la Unión Monetaria Europea y la OTAN. El partido se opone a las ayudas sociales.

## Resultados electorales
| Fecha | Votos        | %    | Diputados | +/- | Estatus            |
| ----- | ------------ | ---- | --------- | --- | ------------------ |
| 2010  | 33.724 (#10) | 1,33 | 0/150     |     | Extraparlamentario |
| 2012  | 40.460 (#10) | 1,58 | 0/150     |     | Extraparlamentario |
| 2016  | 209.779 (#5) | 8,04 | 14/150    | 14  | Oposición          |
| 2020  | 229.660 (#4) | 7,97 | 17/150    | 3   | Oposición          |
| 2023  | 25.003 (#12) | 0,84 | 0/150     | 17  | Extraparlamentario |